# Erika Araki
Araki Erika (荒木 絵里香, Araki Erika) est une joueuse japonaise de volley-ball née le 3 août 1984 à Kurashiki, Okayama. Elle mesure 1,86 m et joue au poste de centrale. Elle totalise 228 sélections en équipe du Japon.

## Biographie
Avec l'équipe du Japon de volley-ball féminin, elle est médaillée de bronze olympique en 2012 à Londres.

## Clubs
| Club                       | De        | À         |
| -------------------------- | --------- | --------- |
| Toray Arrows               | 2003-2004 | 2007-2008 |
| Volley Bergamo             | 2008-2009 | 2008-2009 |
| Toray Arrows               | 2009-2010 | 2012-2013 |
| Ageo Medics                | 2014-2015 | 2015-2016 |
| Toyota Auto Body Queenseis | 2016-2017 | …         |

## Palmarès

### Équipe nationale
- Jeux olympiques
  -  2012 à Londres.
- Championnat d'Asie et d'Océanie
  - Vainqueur : 2007, 2017.
  - Finaliste : 2003, 2009, 2011.

### Clubs
- Championnat du Japon
  - Vainqueur : 2008, 2010, 2012.
  - Finaliste : 2004, 2013.
- Tournoi de Kurowashiki
  - Vainqueur : 2004, 2010.
  - Finaliste : 2012.
- Coupe de l'impératrice
  - Vainqueur : 2007, 2011, 2017.
  - Finaliste : 2010, 2012.
- Ligue des champions
  - Vainqueur : 2009.

### Distinctions individuelles
- Jeux olympiques d'été de 2008: Meilleure contreuse.